# Francés cajún
El francés cajún es el nombre colectivo de los dialectos y variedades del idioma francés tradicionalmente hablados en la antigua Baja Luisiana. Actualmente, su área de hablantes abarca el actual estado de Luisiana, en el sur de los Estados Unidos, dentro de las parroquias de Nueva Orleans, St. Bernard, St. Charles, St. John the Baptist, Jefferson, West Baton Rouge, Pointe Coupee, Avoyelles, St. Mary, Nueva Iberia, Assumption, y St. Landry. 
El francés estándar tiene cierto grado de reconocimiento oficial en dos estados de Estados Unidos, Luisiana y Maine; además es una lengua significativa en los estados de Nuevo Hampshire y  Vermont.
El francés cajún es distinto al francés quebequés hablado en Canadá.

## Francés cajún y criollo de Luisiana
En la historia de Luisiana se pueden encontrar muchos dialectos, como el francés napoleónico y el colonial. [cita requerida] Estos dialectos se han combinado con dialectos originales del cajún. El cajún francés es diferente del criollo (créole) de Luisiana. [cita requerida] Hay varias diferencias entre los dos dialectos.
El francés cajún es una lengua derivada del francés acadiano. Este dialecto del francés viene de la colonia francesa de Acadia, localizada entre Canadá y el estado estadounidense de Maine. El dialecto acadiano también tiene influencias del español, del alemán y del portugués.

## Historia
Los franceses empezaron a colonizar Luisiana durante el siglo XVIII. La mayoría de estos colonizadores eran de la provincia de Isla de Francia. En 1755, el 75% de la población acadiana que habitaba en la desaparecida Nueva Francia (actual Canadá) fue deportada por los británicos. Este suceso se conoce como "la Gran Expulsión" (en francés, le Grand Dérangement). Entre los años 1765 y 1785, muchos de los exiliados se mudaron a Luisiana, estableciendo allí su cultura y su lengua. El dialecto cajún se basa principalmente en las hablas del oeste de Francia, como los dialectos anjevino, poitavino y normando.
Los franceses continuaron emigrando progresivamente a Luisiana hasta el siglo XIX. Este grupo de inmigrantes francófonos se vinculó con los descendientes de los franceses previamente establecidos en la región como consecuencia de la Gran Expulsión, dando origen a una fusión de dialectos, culturas y tradiciones de la que surgió como producto final el actual francés cajún. Después de muchos años, el cajún se estableció como lengua de muchas de las parroquias (nombre designado a las jurisdicciones equivalentes a las de los condados de la mayoría de los estados norteamericanos) de Luisiana. El dialecto no sólo fue hablado por la población cajún, sino también por otros grupos étnicos como los houmas, los chitimachas, los pointe-au-chien, los bayougoulas, los túnica-biloxis, los atakapas, los opelousas, los okelousas y los avoyeles.

## Diccionario
En 1984, un sacerdote católico llamado Jules O. Daigle publicó A Dictionary of the Cajun Language. Este diccionario fue el primero dedicado al francés cajún. En general se le considera como una autoridad en francés cajún, pese a no ser suficientemente completo ya que no contiene algunas palabras que el padre Daigle excluyó por considerarlas perversiones de la lengua, a pesar de ser populares entre los hablantes y escritores cajún.

## Residentes y CODOFIL

Población francoparlante en Luisiana. En rojo, las mayores concentraciones de francófonos en 2015.

Muchos de los residentes de Luisiana son bilingües, pues aprendieron francés en casa e inglés en la escuela. Recientemente se ha registrado un descenso el número de hablantes francés cajún. Hoy en día están tratando de reintroducir la lengua en las escuelas. El CODOFIL (Council for the Development of French in Louisiana) fue establecido en 1968 para promover y preservar el idioma y la cultura franceses en Luisiana. En la Universidad de Louisiana (LSU) se pueden tomar cursos en francés cajún.
Algunos críticos piensan que el francés cajún no va a sobrevivir otra generación. El número de hablantes ha descendido drásticamente en los últimos cincuenta años. Muchos padres en Luisiana no enseñan a sus hijos el francés cajún, con la intención de promover la fluidez en manejo del inglés en sus hijos, pensando que de ese modo les brindan una ayuda en un país de angloparlantes. Sin embargo, muchos de esos padres descubren que sus hijos y nietos están estudiando y tratando de aprender la lengua que ellos mismos trataron de destruir.
Muchos de los adultos están aprendiendo un nivel básico de francés cajún para entender las letras de las canciones típicas de la etnia cajún. Hoy en día se están formando páginas en Internet para aprender cajún en línea. Ciertos términos del cajún si sobrevivirán, pero no se sabe si lo suficientemente como para que generaciones futuras puedan mantener una conversación en esta lengua. El francés cajún está considerado como lengua en peligro de extinción.
Aunque está a punto de desaparecer, la legislatura del estado de Luisiana ha cambiado drásticamente. En el acta número 409 de 1968, el gobernador dio la autorización de establecer una institución para el desarrollo de francés en Luisiana. Este grupo, que cambió su nombre a CODOFIL, tiene el poder de hacer todo lo posible y necesario para animar, desarrollar y preservar la lengua francesa en su variedad de Luisiana.
Un artículo en línea escrito por la Université Laval dice que este cambio de opinión ha ayudado al francés cajún. El artículo menciona las ventajas de apoyar el estudio del francés cajún y cómo ayuda a enriquecer la historia de Luisiana. El artículo también dice que CODOFIL es responsable de la política de la lengua y que el estado no interfiere. El francés se mantiene como lengua secundaria en el sur de Luisana y retiene mucho de la cultura e identidad.
Jacques Henry, presidente de CODOFIL, sostiene que en los últimos veinte años se han aceptado muchos programas de iniciación a la lengua. Henry también dice que el francés cajún se está aceptando más y más a nivel oficial, principalmente por parte de los padres de los actuales alumnos, y ha abierto la puerta para la enseñanza del francés en las escuelas de Luisiana. Henry termina su artículo diciendo que no es seguro que esta lengua vaya a sobrevivir pero que todavía hay esperanzas.